# Mugello

Die Landschaft des Mugello nahe Tirli (Firenzuola)

Die Landschaft des Mugello nahe Bibbiana (Palazzuolo)

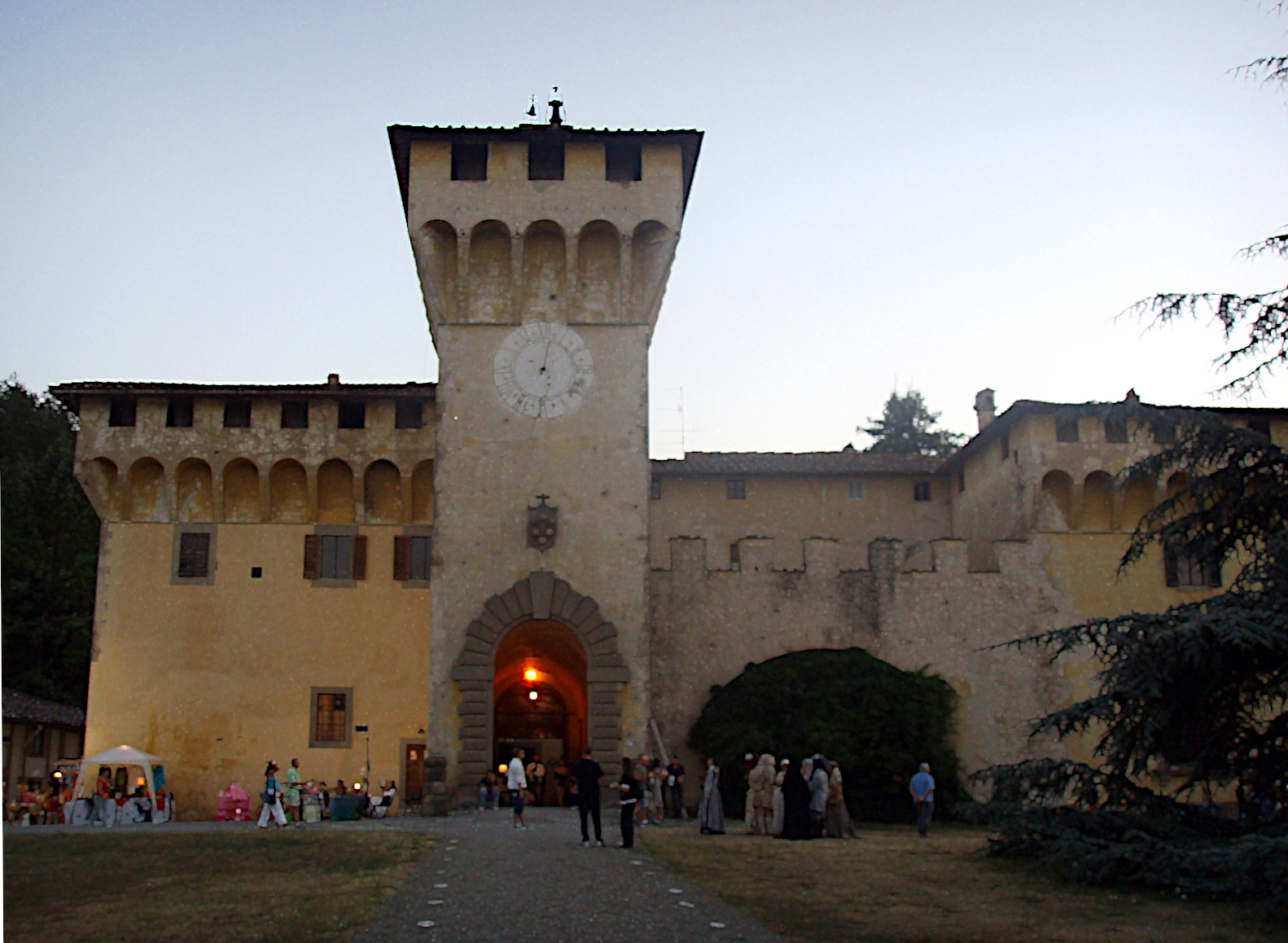
Die Villa di Cafaggiolo der Medici in Barberino di Mugello

Mugello ist eine italienische Landschaft nördlich von Florenz.

## Geografie
Der Mugello liegt im nördlichen Teil der Metropolitanstadt Florenz. Er grenzt im Norden an die Metropolitanstadt Bologna und im Westen an die Provinz Prato. Er wird von dem Sieve, einem Zufluss des Arno, durchquert und liegt im Appennino tosco-romagnolo. Weitere Flüsse, die im Mugello entspringen, sind der Santerno, der Savena, der Setta und der Sillaro, die alle nach Norden abfließen. Der Futapass ist Teil der Landschaft. Acht Gemeinden des Mugello haben sich zur Comunità montana del Mugello zusammengeschlossen, blieben aber eigenständige Gemeinden der Provinz.

## Gemeinden
- Barberino di Mugello
- Borgo San Lorenzo
- Dicomano
- Firenzuola
- Marradi
- Palazzuolo sul Senio
- Scarperia e San Piero
- Vicchio

## Geschichte
Im Jahr 542 traten sich bei der Schlacht von Mucellium die Ostgoten und das Oströmische Reich im Zuge des Gotenkriegs gegenüber. Im Mittelalter war der Mugello Sitz von zahlreichen Adelsgeschlechtern und deren Schlössern. Der Mugello wurde von der florentinischen Republik erobert.
Im Mugello ereignen sich immer wieder Erdbeben. Am 13. Juni 1542 kam es zu einem Beben der Magnitude 6, es gibt Berichte von über 100 Toten, in Scarperia gab es schwere Schäden. Am 29. Juni 1919 erschütterte ein Beben die Erde mit einem Epizentrum in Vicchio, wo der halbe Ort zerstört wurde. Auch bei dieser Katastrophe kamen 100 Menschen in der Region ums Leben.

## Motorsport
Der Mugello hat eine lange Motorsporttradition. Im Jahr 1914 wurde auf dem etwa 66 km langen Circuito stradale del Mugello das erste Automobilrennen ausgetragen. In den 1920er-Jahren lockten die Rennen im Mugello die renommiertesten Fahrer und Werke Italiens an. In den 1960ern war der Gran Premio del Mugello als internationales Sportwagenrennen ausgeschrieben. 1970 endete nach einem schweren Unfall des Rennfahrers Spartaco Dini, bei dem ein 7 Monate altes Baby starb, die Ära des Straßenkurses durch den Mugello.
Im Jahr 1974 wurde mit dem Autodromo Internazionale del Mugello auf dem Gebiet der Gemeinde Scarperia e San Piero eine permanente Rennstrecke eröffnet, die heute dem Automobilhersteller Ferrari gehört. Auf der Piste wird jährlich der Große Preis von Italien im Rahmen der Motorrad-Weltmeisterschaft ausgetragen. Außerdem wird sie von verschiedenen Formel-1-Teams, vornehmlich der Scuderia Ferrari, als Teststrecke genutzt. 2020 fand mit dem Großer Preis der Toskana erstmals ein Rennen zur Formel-1-Weltmeisterschaft auf der Strecke statt.